# Thomas Pelham (2e baronnet)
Thomas Pelham, 2e baronnet (septembre 1597 - 1654) est un homme politique anglais qui siège à la Chambre des Communes d'Angleterre à divers moments entre 1621 et 1654. Il soutient la cause des parlementaires dans la Première révolution anglaise.

## Biographie
Il est le fils de Thomas Pelham (1er baronnet) (en) de Halland à Laughton et de son épouse Mary Walsingham. Il est baptisé à East Hoathly le 22 septembre 1597.
Il est élu député de East Grinstead en 1621 et siège jusqu'en 1622. En 1624, il est élu député de Sussex lors du dernier parlement du roi Jacques Ier et est réélu en 1625 lors du premier parlement du roi Charles Ier. Il devient baronnet de Laughton, co. Sussex à la mort de son père le 2 décembre 1624.
En avril 1640, Pelham est élu député de Sussex dans le Court Parlement. Il est réélu en novembre 1640 pour le Long Parlement et siège jusqu'à son isolement lors de la Purge de Pride en 1648. En 1654, il est réélu avec son fils parmi d'autres pour le Sussex au premier parlement du protectorat.
Il meurt à l'âge de 57 ans et est enterré à Laughton le 28 août 1654.

## Famille
Il épouse d'abord Mary Wilbraham, fille de Roger Wilbraham et se remarie avec Judith Shurley, veuve de John Shurley de Lewes et fille de Robert Honeywood. Il se marie en troisièmes noces le 3 juin 1640 à Lambeth, Londres avec Margaret Vane, fille d'Henry Vane. Son fils John lui succède comme baronnet.
Avec Mary Wilbraham, il a deux fils et quatre filles:
- John Pelham (3e baronnet) (1623–1703)
- Thomas Pelham (décédé en 1638), décédé jeune
- Judith Pelham (décédée en 1700), mariée à sir John Monson
- Anne Pelham (décédée en 1644)
- Jane Pelham (décédée en 1635)
- Elizabeth Pelham, mariée à Henry Pelham du Lincolnshire

Judith Shurley n'a pas d'enfants survivants, mais un fils et une fille de Margaret lui survivent:
- Nicholas Pelham (c.1650-1739)
- Philadelphia Pelham, épouse Francis Howard (5e baron Howard d'Effingham)